# Erhan Önal
Erhan Önal (İzmir, 1957. szeptember 3. – 2021. március 16.) válogatott török labdarúgó, hátvéd. Lánya Bige Önal (1990) színésznő.

## Pályafutása

### Klubcsapatban
1975–76-ban a nyugatnémet Bayern München II, 1976–77-ben a Bayern München, 1978 és 1983 között a belga Standard de Liège labdarúgója volt. 1981–82-ben kölcsönben szerepelt a Fenerbahçe csapatában. 1983 és 1985 között a nyugatnémet Türkgücü München, 1985 és 1992 között a Galatasaray játékosa volt. A Standard de Liège csapatával két bajnoki címet és egy belgakupa-győzelmet szerzett. A Galatasaray együttesével szintén két bajnoki címet és egy törökkupa-győzelmet ért el.

### A válogatottban
1979 és 1987 között 12 alkalommal szerepelt a török válogatottban és egy gólt szerzett.

## Sikerei, díjai
Standard de Liège
- Belga bajnokság
  - bajnok (2): 1981–82, 1982–83
- Belga kupa
  - győztes: 1981

 Galatasaray
- Török bajnokság
  - bajnok (2): 1986–87, 1987–88
- Török kupa
  - győztes: 1991